# گدین (دهانه)
گدین یک دهانه برخوردی در ماه‌ است.

## دهانه‌های اقماری
این دهانه ۶ دهانه اقماری دارد.
| Godin | عرض جغرافیایی | طول جغرافیایی | قطر          |
| ----- | ------------- | ------------- | ------------ |
| A     | ۲.۷° N        | ۹.۷° E        | ۹.۰ کیلومتر  |
| C     | ۱.۵° N        | ۸.۴° E        | ۴.۰ کیلومتر  |
| B     | ۰.۷° N        | ۹.۸° E        | ۱۲.۰ کیلومتر |
| E     | ۱.۷° N        | ۱۲.۴° E       | ۴.۰ کیلومتر  |
| D     | ۱.۰° N        | ۸.۳° E        | ۵.۰ کیلومتر  |
| G     | ۱.۹° N        | ۱۱.۰° E       | ۷.۰ کیلومتر  |